# Jiří Tichý (malíř)
Jiří Tichý (10. září 1924 České Velenice – 24. března 2013 České Budějovice) byl český textilní výtvarník, grafik, malíř, pedagog a teoretik umění. Jeho umělecká díla jsou instalována v Českých Budějovicích. První monumentální tapiserie Růže života a smrti, utkaná podle autorova návrhu (1959–1960) v gobelínových dílnách v Jindřichově Hradci, byla umístěna v budově banky v Lannově ulici  v Českých Budějovicích. Pro Dům kultury Metropol v Českých Budějovicích vznikla, podle jeho návrhu a ve spolupráci s architektem, divadelní opona, která byla vyrobena v gobelínové dílně ve Valašském Meziříčí. Jeho poslední monumentální prostorová tapiserie Věčný proud byla umístěna do obřadní síně v Jablůnce nad Bečvou u Valašského Meziříčí. 

## Život a dílo
Jiří Tichý se narodil v rodině učitele v Českých Velenicích 10. září 1924. Zde také prožil dětství a po přestěhování do Pardubic, kam byl jeho otec přeložen, dokončil v letech 1929 až 1938 obecní školu a vystudoval nižší reálné gymnázium. Vyšší gymnázium začal studovat ve francouzské třídě v Praze-Vršovicích a ukončil na gymnáziu v Praze-Michli, kam se rodina přestěhovala. Během studií ovlivnil jeho zájem o výtvarné umění profesor Vladimír Sychra, člen spolku Mánes. Ještě před maturitou složil přijímací zkoušky na UMPRUM, kde začal studovat po ukončení druhé světové války. Během nacistické okupace byl totálně nasazen v továrně Michelin v Praze-Záběhlicích. Studium na UMPRUM zahájil v roce 1945 ve třídě Emila Filly, se kterou byl i měsíc v Paříži na odborné stáži. Po návratu se rozhodl v roce 1947 pro textilní výtvarnictví a přestoupil do třídy profesora Antonína Kybala. Po ukončení vysokoškolských studií absolvoval část povinné vojenské služby v pražském Ústředním domě armády, kde se seznámil se svojí budoucí ženou herečkou Hanou Bauerovou. Ta dostala umístěnku do divadla v Českých Budějovicích a tam se společně v roce 1952 přestěhovali.
Začal pracovat jako redaktor v závodním časopise zaměstnanců stavby Lipenské přehrady a elektrárny, kde se seznámil s litografií a zdokonalil v dalších grafických technikách. Od roku 1959 se podílel na grafických úpravách a obálkách publikací krajského nakladatelství Růže v Českých Budějovicích a programů a katalogů pro Jihočeské divadlo a Jihočeské muzeum. Přátele obdarovával vlastnoručně vyzdobenými svazečky svých veršů. Byl autorem řady článků o teorii umění. Začal se věnovat tvorbě tapisérií, Art Protisů, koláží, seriografií a filcovým intarziím. Spolupracoval s architekty Bohumilem Böhmem na vitrážích v městských lázních  a Jaroslavem Fidrou na grafickém členění dlažby hlavního sálu Alšovy jihočeské galerie v Hluboké nad Vltavou. Byl autorem řady plakátů, exlibris a volné grafiky. Českou textilní tvorbu několikrát prezentoval na Biennale v Lausanne. Jeho tvorba je uložena v depozitáři  Alšovy jihočeské galerie v Hluboké nad Vltavou. Některá díla vlastní Umělecko-průmyslové muzeum Praha. Řada jeho obrazů, tapisérií, Art Protisů je v soukromých sbírkách. Úspěšně se prezentoval i v zahraničí. V roce 1968 v galerii BAT v Hamburku, v roce 1980 ve Wilhelm-Hack-Museum v Ludwigshafenu. Výstava cyklu velkých tapiserií tvůrčího období 1966–1974 byla instalována v roce 1991 v Museum Ludwig v Kolíně nad Rýnem. Poslední výstavu uspořádalo umělci Muzeum Wilhelma Lehmbrucka v Duisburku. Kurátorem byl ředitel muzea a přítel Jiřího Tichého profesor Christoph Brockhaus.
V roce 1962 byl spoluzakladatelem skupiny jihočeských výtvarníků Kolektiv. Byl aktivním členem Klubu přátel výtvarného umění a členem a načas i předsedou Klubu přátel Českých Budějovic, byl v evidenci Českého fondu výtvarných umělců. Byl členem Galerie La Femme. Jeho díla byla součástí desítek kolektivních výstav českých umělců.

#### Ocenění
- 1960 Čestné uznání v umělecké soutěže k výročí osvobození Československa
- 1965 České uznání v umělecké soutěži
- 2003 Cena města České Budějovice za aktivity v Klubu přátel Českých Budějovic a za celoživotní uměleckou činnost, která svým významem přesahuje hranice města a přispívá k reprezentaci města Českých Budějovice

### Knihy autorské
- Dlouhý, Široký a Bystrozraký. Nakreslil Zdeněk Kondelík. Praha. Panorama, 1981.
- Píseň písní: tři monotypické serigrafie ... na text Bible kralické. [S.l.: s.n. ]. 3 l.
- 5 rondelů / Jiří Tichý ; [ručně kolorované kresby a obálka]. České Budějovice. Státní vědecká knihovna, 1995 . 5 s.
- Tři přednášky o kultuře. České Budějovice. Klub přátel Českých Budějovic, 2000 . 41 s.
- O kompozici, o barvách, o prostoru. [České Budějovice]. Klub přátel Českých Budějovic, 2002 . 59 s.
- Autobiografie. Pelhřimov. Nová tiskárna Pelhřimov, 2004 . 33 s.

### Výstavy autorské – výběr
- 1965 Praha – Jiří Tichý: Smalty, grafika, gobelíny
- 1968 Paříž, Colombes – Jiří Tichý: Tapisseries, émaux, gravures
- 1969 Lübeck –  Jiří Tichý: Tapisseries, émaux, gravures
- 1974 Jindřichův Hradec – Jiří Tichý: Tapisérie
- 1980 Ludwigshafen – Jiří Tichý – 1940 – 1980
- 1986 Zlín – Jiří Tichý: Tapiserie, smalty
- 1988 České Budějovice –  Jiří Tichý: Geneze jednoho díla
- 1991 Kolín nad Rýnem – Jiří Tichý: Zyklus 1966 – 1974
- 1994 České Budějovice – Jiří Tichý: Textilní tvorba
- 1994 Praha, Mánes – Jiří Tichý
- 1995 České Budějovice, Jihočeská vědecká knihovna – Jiří Tichý: Ilustrace, užitá grafika
- 1999 České Budějovice, Galerie Hrozen – Jiří Tichý: Dva obrazy – koláže – asambláže
- 2004 Duisburg – Jirí Tichý: Lebenszyklus
- 2004 České Budějovice, Radniční výstavní síň – Jiří Tichý: Obrazy, kresby, grafika, tapisérie